# Guerra ottomano-persiana (1821-1823)
La guerra ottomano-persiana del 1821-1823 venne combattuta tra l'Impero ottomano di Mahmud II e la Persia di Fath Ali Shah (Dinastia Qajar) per definire il controllo sui territori del Azerbaigian persiano, la "terra di nessuno" che separava i due potentati islamici. Lo scontro, in realtà sobillato dall'Impero russo e dall'Impero britannico, venne risolto in favore della Persia dalla vittoriosa Battaglia di Erzurum (1821).

## Antefatto
A seguito della sconfitta inferta alla Persia dall'impero russo nel conflitto chiusosi nel 1813, il principe ereditario Abbas Mirza aveva personalmente curato l'ammodernamento dell'armata persiana tramite istruttori e tecnici britannici.
Nel biennio 1818-1819, il governatore ottomano di Baghdad, il mamelucco Dawud Pascià, aveva iniziato ad operare nel kurdistan iracheno per ricondurre all'obbedienza le tribù locali, sottomessesi allo Scià di Persia. La manovra aveva allarmato la Compagnia britannica delle Indie orientali che era intervenuta presso il Pascià in cerca di un accomodamento. All'aggressivo diniego di Dawud (abolizione dei privilegi commerciali precedentemente concessi alla Compagnia; confisca della sede di Baghdad; imprigionamento degli agenti locali - principalmente persiani -), la Compagnia rispose inviando navi da guerra nel Tigri e tagliando i collegamenti tra Baghdad e Bassora. La situazione si risolse solo nel 1821, quando il Pascià ed i britannici posero fine alla contesa. Dawdud passò a questo punto all'assalto diretto dei filo-persiani curdi, dando al principe Mirza il pretesto per testare contro le forze di Istanbul il suo nuovo esercito.

## Scontri
Una seconda armata persiana stava contemporaneamente marciando verso l'Anatolia. Ad Erzurum, le truppe di Mirza si scontrarono con le truppe ottomane ed inflissero loro una pesante sconfitta.